# ماجدالينا ديسيليو
ماجدالينا ديسيليو (بالإسبانية: Magdalena Decilio) مواليد 23 مارس 1983، هي لاعبة كرة يد أرجنتينية. تلعب حاليا مع إستوديانتيس دي لا بلاتا. مثلت منتخب الأرجنتين لكرة اليد للسيدات.

## سجل المنافسة
شاركت في البطولات التالية:
- بطولة العالم لكرة اليد للسيدات 2011
- بطولة العالم لكرة اليد للسيدات 2013